# 卡沃拉丰特
卡沃拉丰特，是西班牙阿拉贡自治区萨拉戈萨省的一个市镇。 总面积39平方公里，总人口54人（2001年），人口密度1人/平方公里。